# Ludwig Stamer

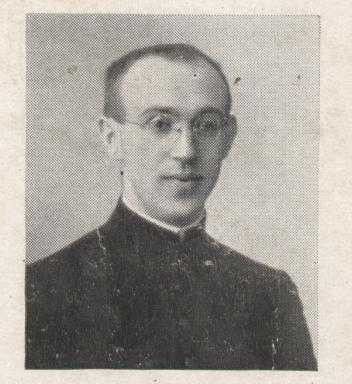
Ludwig Stamer als junger Priester

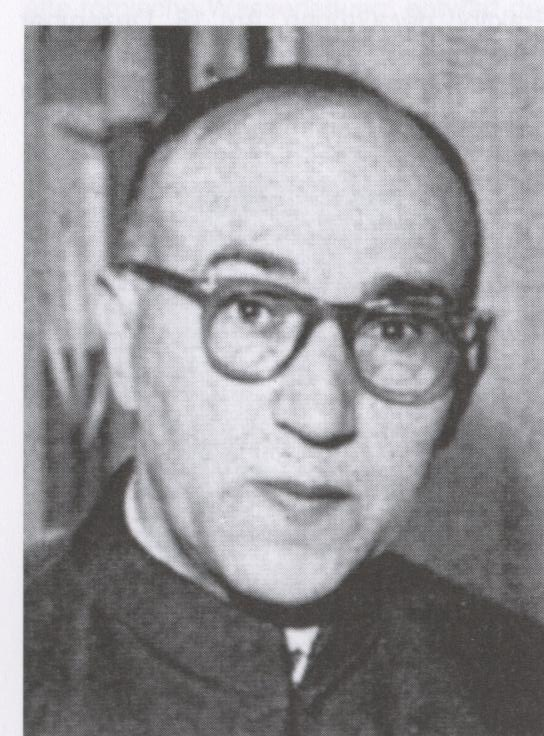
Ludwig Stamer ca. 1935

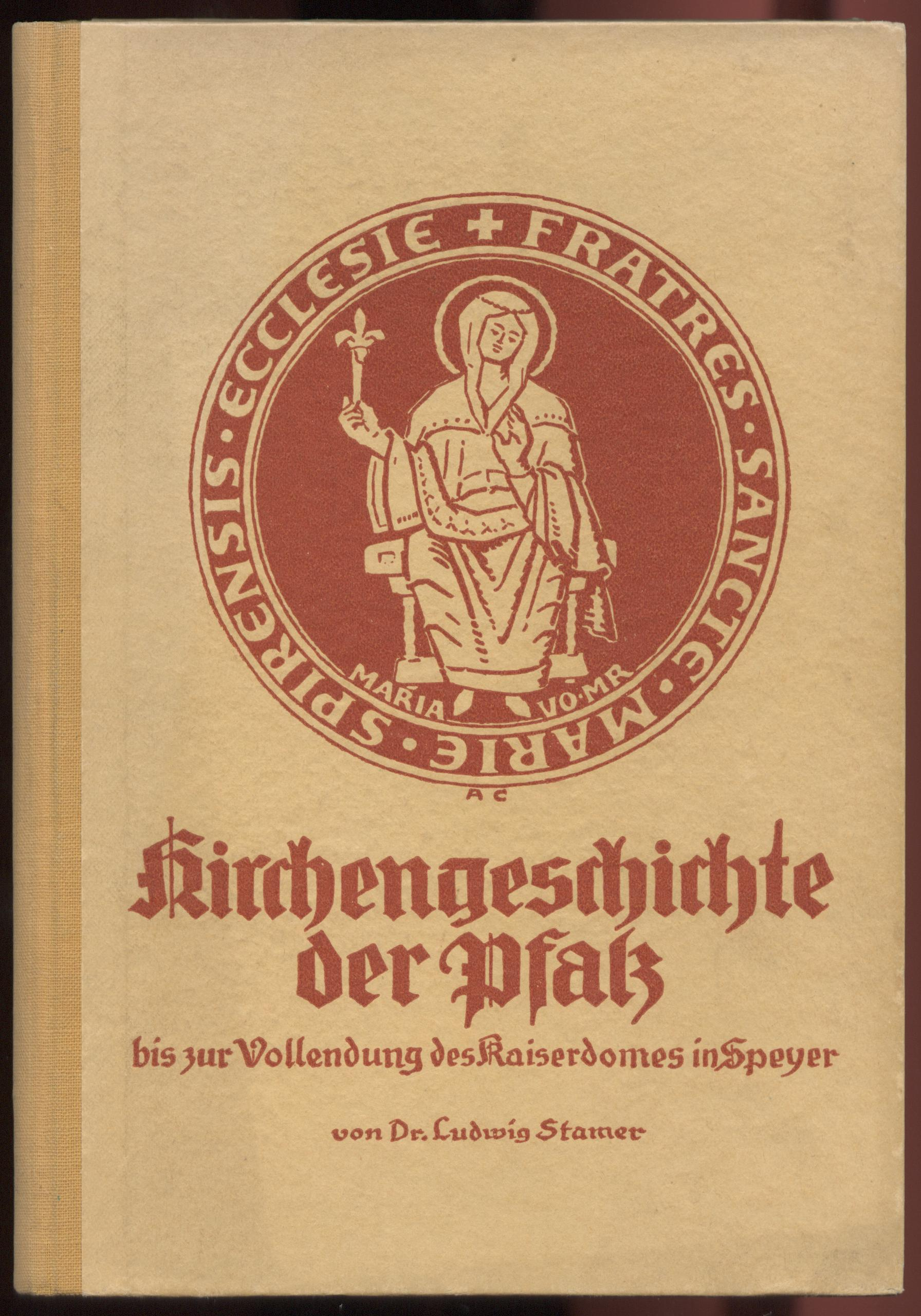
Band 1 von Ludwig Stamers Hauptwerk

Ludwig Stamer (* 26. August 1892 in Ludwigshafen am Rhein; † 6. Oktober 1977 in Neustadt an der Weinstraße) war ein deutscher Priester und Historiker. Er war zudem Prälat der Diözese Speyer und der Verfasser einer 5-bändigen „Kirchengeschichte der Pfalz“, die zu den pfälzischen Standard-Geschichtswerken gehört. 

## Leben
Ludwig Stamer kam am 26. August 1892, in Ludwigshafen-Friesenheim als Sohn eines Lehrers zur Welt. Er besuchte das Gymnasium in seiner Heimatstadt und studierte anschließend Theologie in Innsbruck und München. Stamer meldete sich 1914 als Kriegsfreiwilliger bei der bayerischen Armee und trat ins 23. Bayerische Infanterie-Regiment „König Ferdinand von Bulgarien“ ein. Bei Ypern erlitt er eine schwere Verwundung, wurde mit Datum vom 31. Juli 1915 als kriegsuntauglich aus dem Heeresdienst entlassen und setzte sein Theologiestudium fort.
Am 15. April 1916 erhielt Ludwig Stamer im Speyerer Dom, von Bischof Michael von Faulhaber die Priesterweihe. Ab 1. Mai 1916 wirkte er als Kaplan in Rodalben, ab 2. Juli 1917 als Katechet in der Erziehungsanstalt Queichheim. Am 24. Juli 1919 avancierte Stamer zum Domkaplan in Speyer, ab 21. November 1921 wurde er Expositus in Böbingen. 1925 wurde er an der Julius-Maximilians-Universität Würzburg zum Dr. theol. promoviert und übernahm am 6. November 1925 die nordpfälzische Pfarrei Winnweiler. Schließlich ging Stamer am 1. September 1930 als Studienrat an die Oberrealschule nach Neustadt an der Weinstraße. Hier unterrichtete er bis 1945, anschließend, bis zu seiner Pensionierung 1957, am dortigen altsprachlichen Gymnasium. 1956 war Stamer mit dem Titel eines Päpstlichen Hausprälaten ausgezeichnet worden. Die Diözesandokumentation über verfolgte Speyerer Priester während der NS-Zeit listet Ludwig Stamer auf und konstatiert, dass am 12. Oktober 1935 ein Presseangriff in der NSZ-Rheinfront gegen ihn erfolgt sei.

Neben seinem priesterlichen Wirken war Stamer ein passionierter Kirchen- und Heimatgeschichtler. Zwischen 1936 (erster Band) und 1964 (letzter Band) verfasste der Priester eine 5-bändige „Kirchengeschichte der Pfalz“, ein Standardwerk für alle Historiker, die sich mit dem südwestdeutschen Raum befassen. Zur Entstehung dieser Kirchengeschichte schreibt Philipp Weindel in einem Nachruf:

„Jeder Religionslehrer der während des 3. Reiches an einer höheren Schule tätig war, mußte mit Sorge beobachten, wie über die Hitlerjugend auch in diesen Schülerkreis eine unheilvolle Hetze gegen Religion und Kirche hineingetragen wurde. Alte Ladenhüter wurden ausgegraben, grobe Geschichtsfälschungen aufgetischt, um so das Misstrauen in die meist unkritische Jugend hineinzutragen. Direkte Gegenmaßnahmen waren für den Religionslehrer ein gefährliches Experiment, wie so viele Priester erfahren mussten. In dieser Situation entschloss sich Stamer, seine Schüler durch Rückgriff auf die Geschichte zu immunisieren und die Treue zur Kirche zu stärken. Sein besonderes Augenmerk richtete er auf die Diözesangeschichte, weshalb er sich entschloss eine Geschichte des Bistums Speyer zu schreiben.“

Ludwig Stamer gab von 1953 bis weit über seine Pensionierung hinaus, Vorlesungen über pfälzische Kirchengeschichte am Priesterseminar Speyer. 1962–68 war er Vizepräsident der Gesellschaft für mittelrheinische Kirchengeschichte; außerdem gehörte er der Pfälzischen Gesellschaft zur Förderung der Wissenschaften als außerordentliches Mitglied an. Das Speyerer Domkapitel beauftragte ihn 1961 mit der Herausgabe einer Festschrift zum 900. Jahrestag der Domweihe. 
Sein jüngerer Bruder Alfons Stamer (1895–1960) war ebenfalls Priester, Direktor des bischöflichen Konvikts, sowie Regens des Priesterseminars in Speyer. Auch Ludwig Stamers Onkel war Priester.

## Werkverzeichnis (Auswahl)
- Das Übernatürliche bei Schleiermacher. Dissertation, Würzburg 1925.
- Kirchengeschichte der Pfalz. 5 Bände. Pilgerverlag, Speyer 1936–64.
- Was ein Pfälzer Katholik von der Geschichte der Diözese Speyer wissen soll. Pilgerverlag, Speyer 1938.
- Aus der Jugendzeit des Paul Thierry, Baron von Holbach. Gesellschaft für mittelrheinische Kirchengeschichte, Band 9, 1957, Seiten 279–282.
- Alban Haas – 80 Jahre alt. In: Pfälzer Heimat. Nr. 8, 1957.
- Matthäus von Chandelle – eine Würdigung seiner Persönlichkeit und seiner bischöflichen Wirksamkeit. Gesellschaft für mittelrheinische Kirchengeschichte, Band 13, 1961, Seiten 234–262.
- 900 Jahre Speyerer Dom. Festschrift zum 900. Jahrestag der Domweihe. Pilgerverlag, Speyer 1961.
- Das Jubiläum der Domweihe vor 100 Jahren, 1861. In: Der Pilger. Jg. 1961, S. 822.
- Die Speyerer Bischöfe und das Placet für die Fastenpatente. Gesellschaft für mittelrheinische Kirchengeschichte, Band 14, 1962, S. 422–477.
- Die Erbauung der katholischen Pfarrkirche St. Marien in Neustadt an der Haardt. Festschrift von Pirmin Stoltz, 100 Jahre Marienkirche Neustadt, 1962, S. 9–37.
- Msgr. Dr. Jakob Bisson. Gesellschaft für mittelrheinische Kirchengeschichte, Band 15, 1963, S. 459–460.
- Der Streit zwischen Staat und Kirche um den Ausbau des Speyerer Priesterseminars vor 100 Jahren. Gesellschaft für mittelrheinische Kirchengeschichte, Band 16, 1964, S. 249–280.
- Kurfürst Ruprecht I. von der Pfalz. Jahresbericht 1964/65 des staatlichen Kurfürst Ruprecht Gymnasiums Neustadt an der Weinstraße, S. 26–40.
- Die Bestandsaufnahme im ehemals Speyerischen Anteil des neuen Bistums Straßburg, vom Jahre 1804. Gesellschaft für mittelrheinische Kirchengeschichte, Band 18, 1966, S. 239–294; Band 19, 1967, S. 195–227; Band 20, 1968, S. 227–267.